# أولاد الشيخ الكرني (الحافات)
أولاد الشيخ الكرني هو دُوَّار يقع بجماعة ميات، إقليم قلعة السراغنة، جهة مراكش آسفي في المملكة المغربية. ينتمي الدوّار لمشيخة الحافات التي تضم 10 دواوير. يقدر عدد سكانه بـ 2059 نسمة حسب الإحصاء الرسمي للسكان والسكنى لسنة 2004.

## روابط خارجية
- البوابة الوطنية للجماعات الترابية
- المندوبية السامية للتخطيط